# Gyerünk, kutyus! Gyerünk!
A Gyerünk, kutyus! Gyerünk! (eredeti cím: Go, Dog. Go!) 2021-től vetített kanadai 3D-s számítógépes animációs amerikai-kaland sorozat, amelyet Adam Peltzman alkotott.
A Producere Morgana Duque. A vezető producer Adam Peltzman, Lynn Kestin Sessler, Chris Angelilli, Josh Scherba, Stephanie Betts és Amir Nasrabadi. A zeneszerzője Paul Buckley. A Vágó Ken Mackenzie, Gina Pacheco és Ryan Valade. A sorozat a DreamWorks Animation Television és a WildBrain Studios gyártásában készült, forgalmazója a Netflix.

## Szereplők
- Tag Barker: a sorozat főszereplője. egy narancssárga kutya. Ő Cheddar Biscuit, Gilber, Spike és Yip Barker nővére.
- Scooch Pooch: a sorozat deuteragonistája. egy kis kék Terrierek. Ő Tag legjobb barátja és szomszédja.
- Ma Barker: egy levendula kutya. Ő Tag, Cheddar Biscuit, Gilber, Spike és Yip Barker anyja.
- Paw Barker: egy barna kutya. Ő Tag, Cheddar Biscuit, Gilber, Spike és Yip Barker apja.
- Cheddar Biscuit: egy fehér pöttyös kutya. Ő Tag, Gilber, Spike és Yip Barker nővére.
- Spike Barker: egy piros kutya. Ő Tag, Cheddar Biscuit, Gilber és Yip Barker testvére.
- Gilber Barker: egy sárga kutya. Ő Tag, Cheddar Biscuit, Spike és Yip Barker testvére.
- Grandma Marge Barker: egy bíbor kutya. Ő Tag, Cheddar Biscuit, Gilber, Spike és Yip Barker nagymamája.
- Grandpaw Mort Barker: egy öreg bézs kutya. Ő Tag, Cheddar Biscuit, Gilber, Spike és Yip Barker nagyapja.
- Yip Barker: egy bíbor kiskutya. Ő Tag, Cheddar Biscuit, Spike és Gilber Barker testvére.
- Sgt Pooch: egy kék Terrierek. Ő Scooch Pooch anyja.
- Frank: a sorozat antagonistája. egy sárga kutya szemüveges.
- Beans: egy nagy zöld Óangol juhászkutya. Ő Frank legjobb barátja.
- Lady Lydia: egy rózsaszín uszkár.
- Sam Whippet: egy kék Angol agár.
- Gerald: egy kékeszöld posta kutya.
- Muttfield: egy bíbor bűvész kutya.
- Manhole Dog: egy bézs kutya.
- Mayor Sniffington: egy bíbor bűvész kutya. Ő Pawston polgármestere.
- Beefsteak: egy rózsaszín Csivava.
- Hambonio: egy piros kutya.
- Big Dog: a óriás fehér kutya. Ő Little Dog legjobb barátja.
- Little Dog: a kis bíbor kutya. Ő Big Dog legjobb barátja.
- Kit Whiskerton: egy bíbor macska.
- Tom Whiskerton:egy szürke macska.

| Eredeti hang     | Szereplő             |
| ---------------- | -------------------- |
| Michela Luci     | Tag Barker           |
| Callum Shoniker  | Scooch Pooch         |
| Katie Griffin    | Ma Barker            |
| Martin Roach     | Paw Barker           |
| Tajja Isen       | Cheddar Biscuit      |
| Tajja Isen       | Franny's Mom         |
| Tajja Isen       | Beefsteak            |
| Lyon Smith       | Spike Barker         |
| Lyon Smith       | Gilber Barker        |
| Judy Marshank    | Grandma Marge Barker |
| Judy Marshank    | Wagnes               |
| Patrick McKenna  | Grandpaw Mort Barker |
| Patrick McKenna  | Gerald               |
| Patrick McKenna  | Muttfield            |
| Patrick McKenna  | Manhole Dog          |
| Linda Ballantyne | Lady Lydia           |
| Linda Ballantyne | Sgt Pooch            |
| Linda Ballantyne | Mayor Sniffington    |
| Linda Ballantyne | Leader Dog           |
| Linda Ballantyne | Waggs Martinez       |
| Joshua Graham    | Sam Whippet          |
| Joshua Graham    | Franny's Dad         |
| Joshua Graham    | Bernard Rubber       |
| Joshua Graham    | Truck Driver         |
| Zarina Rocha     | Kit Whiskerton       |
| Paul Braunstein  | Tom Whiskerton       |
| Deven Mack       | Fetcher              |
| David Berni      | Frank                |
| John Stocker     | Leo Howlstead        |
| Anand Rajaram    | Beans                |
| Anand Rajaram    | Flip Chasely         |
| Anand Rajaram    | Onlooker Dog         |
| Anand Rajaram    | Bowser               |
| Anand Rajaram    | Chili                |
| Anand Rajaram    | Brutus               |
| Stacey Kay       | Kelly Korgi          |
| Julie Lemieux    | Catch Morely         |
| Danny Smith      | Yellow               |
| Paul Buckley     | The Barkapellas      |
| Reno Selmser     | The Barkapellas      |
| Zoe D'Andrea     | The Barkapellas      |
| Phill Williams   | Coach Chewman        |
| Phill Williams   | Gabe Roof            |
| Robert Tinkler   | Early Ed             |
| Jamie Watson     | Donny Slippers       |
| Deann DeGruijter | Sandra Paws          |
| Manvi Thapar     | Taylee               |
| Ava Preston      | Wind Swiftly         |
| Matthew Mucci    | Big Dog              |
| Hattie Kragten   | Little Dog           |

## Epizódok
| Évad | Évad | Epizódok | Eredeti sugárzás     | Eredeti sugárzás     | Magyar sugárzás      | Magyar sugárzás      |
| Évad | Évad | Epizódok | Évadpremier          | Évadfinálé           | Évadpremier          | Évadfinálé           |
| ---- | ---- | -------- | -------------------- | -------------------- | -------------------- | -------------------- |
|      | 1    | 9        | 2021. január 26.     | 2021. január 26.     | 2021. január 26.     | 2021. január 26.     |
|      | 2    | 9        | 2021. december 7.    | 2021. december 7.    | 2021. december 7.    | 2021. december 7.    |
|      | 3    | 8        | 2022. szeptember 19. | 2022. szeptember 19. | 2022. szeptember 19. | 2022. szeptember 19. |

### 1. évad
1. Welcome to Pawston / Ruff Day on the Job
2. Dark Park Bark Lark / The Fast and the Curious
3. Old Dog, New Tricks / Snoozie-Hullabaloozie
4. Show Dog, Show / Keys to Victory
5. Pupcakes / Stink or Swim
6. A Ball for All
7. Ding Dong Day / Grand Sam
8. Clucky Day / Take Me Out to the Fetch Game
9. Dog the Right Thing

### 2. évad
1. Snow Dog, Snow
2. All Paws on Deck / Bonestand and Deliver
3. Catch Me If You Sam / Toy Driver
4. Frank and Beans with Chili / Little Hound on the Prairie
5. Chaser and Chewer / Recipe for Adventure
6. Raiders of the Lost Bark / Slow Dog Slow
7. Board Silly / Sing for the Fences
8. Fast Frank's Fixit / Tail-kwondo
9. Happy Birthday Pawston

### 3. évad
1. Big Dog Job / The Case of the Slobbery
2. Tag Team / Cattitude Adjustment
3. Hocus Focus / Furricane
4. Mom for a Day / Kitty in the City
5. The Itch to Switch / Mismatched Socks
6. New Hat, New Tag! / Furry-Tail Ending
7. Bigpaw, Big Problem / Captain Scooch and Scally-Tag
8. The Pawston Chewbilee / Don't Go, Cat. Go!